# Bufones de Arenillas
Los bufones de Arenillas se encuentran en el concejo de Llanes, en Asturias. Se trata del mayor bufón de la costa oriental pudiendo alcanzar unos 40 metros y está situado muy cerca del bufón de Santiuste. Está integrado dentro del Paisaje Protegido de la Costa Oriental de Asturias.
Un bufón está formado por roca caliza de montaña que al estar en un acantilado es erosionado por el mar por abajo y el agua de lluvia o de ríos por arriba, esta erosión forma cavidades kársticas. Cuando la marea sube llena el hueco producido saliendo al exterior por encima del acantilado lo que provoca un chorro pulverizado de agua de mar acompañada por un sonido característico que es el que le da el nombre de bufón.
Fue declarado monumento natural el 5 de diciembre de 2001.

## Galería

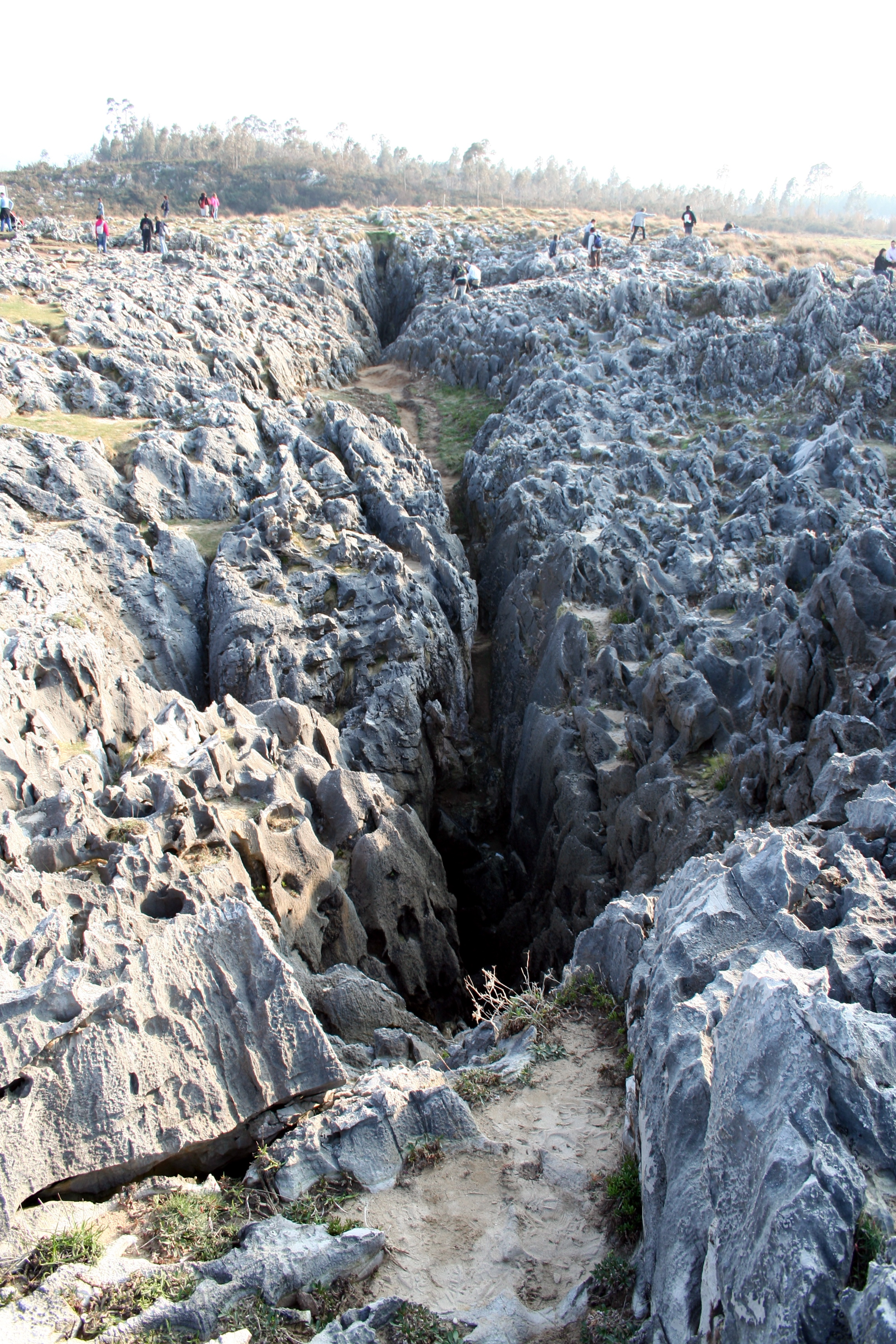
Imagen general.
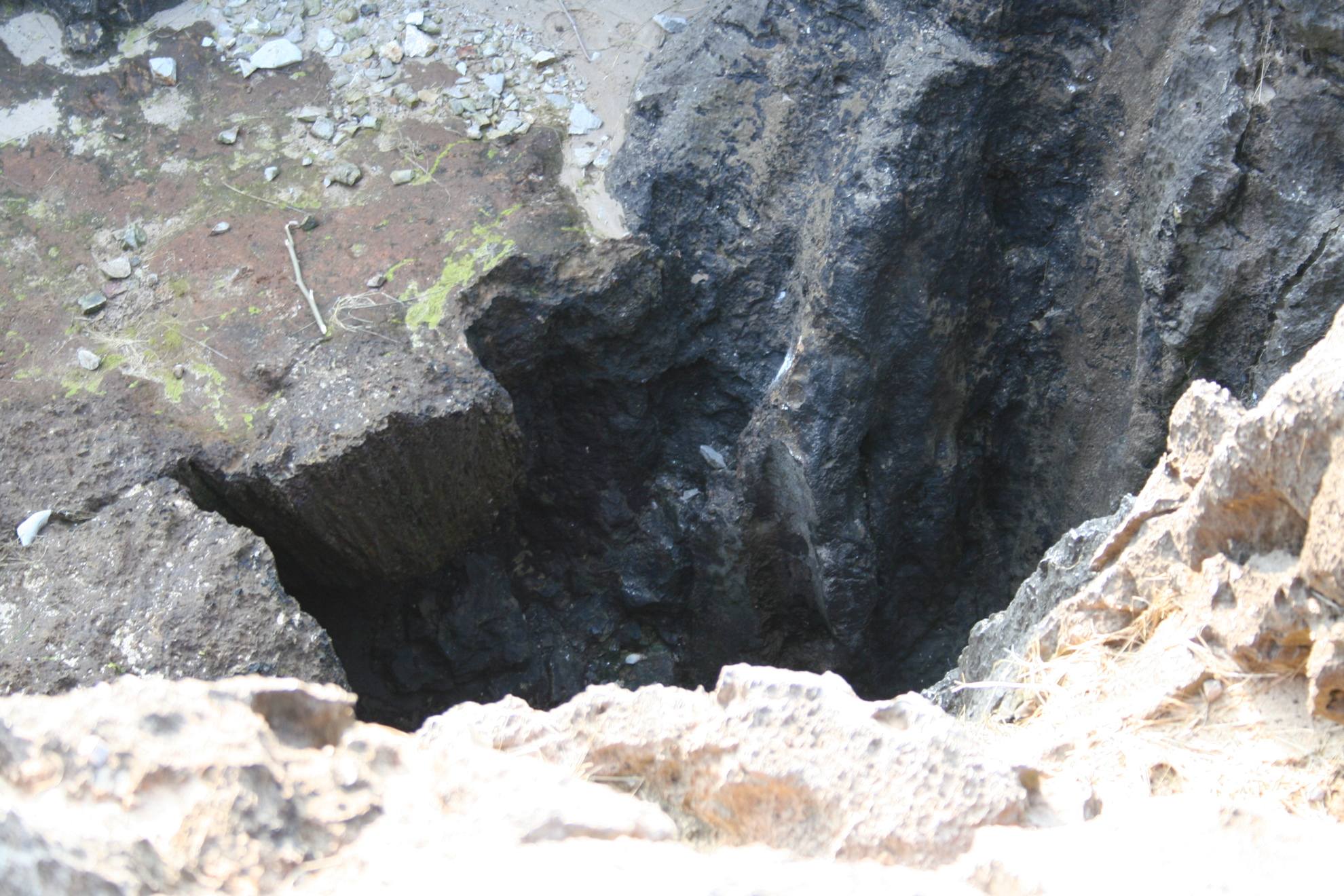
Detalle de la boca de salida de uno de los bufones.